# Antonia Peters

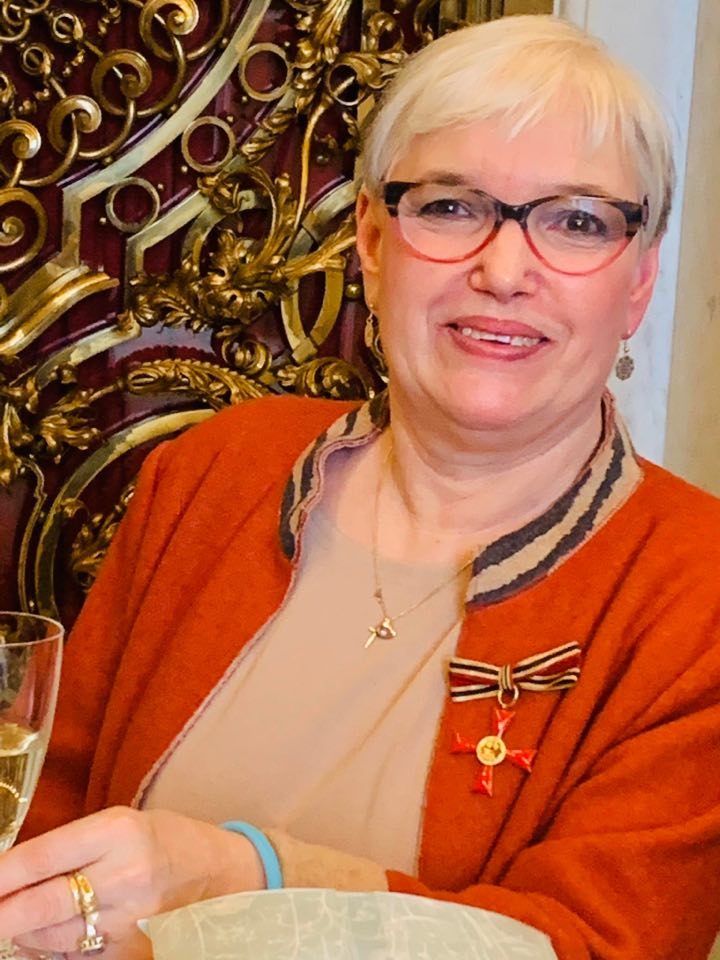
Antonia Peters

Antonia Peters (geboren am 16. März 1958 in Hamburg) ist eine deutsche Autorin und Aktivistin für seelische Gesundheit.

## Leben und Wirken
Nach einer Ausbildung zur Kinderpflegerin (1977) und zur Erzieherin (1980) arbeitete Peters zum Teil in Leitungspositionen bis zu ihrer Frühverrentung im Jahr 1998 in diesem Berufsfeld.
Im Jahr 1999 wurde sie als erste Betroffene einer Zwangsstörung (Trichotillomanie) in den Vorstand der Deutschen Gesellschaft Zwangserkrankungen gewählt. Seit 2004 ist sie Vorsitzende des Vereins. Im Jahr 2008 erschien ihr Buch Trichotillomanie: Fragen und Antworten zum zwanghaften Haare ausreißen im Pabst Verlag, der erste deutsche Selbsthilfe-Ratgeber zu diesem Thema. Seit 2010 klärt Peters für den Hamburger Verein Irre menschlich in Schulen über psychische Erkrankungen auf. Sie hat in diversen Medien-Beiträgen zum Thema Zwangsstörungen mitgewirkt.
Für ihr vielseitiges soziales Engagement über die Arbeit bei der Deutschen Gesellschaft Zwangserkrankungen hinaus wurde sie im März 2020 mit dem Bundesverdienstkreuz geehrt.
Peters wohnt in ihrer Geburtsstadt Hamburg.